# Valentina Zazdravnykh
Valentina Zazdravnykh (en ruso: Валенти́на Миха́йловна Заздра́вных; Unión Soviética; 24 de noviembre de 1954 – Rusia; 30 de junio de 2023) fue una jugadora de hockey sobre hierba soviética.

## Carrera

### Juegos Olímpicos
Tuvo su única aparición en la edición de Moscú 1980 donde ganó la medalla de bronce bajo el formato de liga, en la cual Zimbabue ganó el oro.

### Campeonato Mundial
Participó en la Copa Mundial de Hockey Femenino de 1981 donde perdió en las semifinales ante Países Bajos y ganó el partido por el tercer lugar ante Australia.